# Hasheket Shenish'ar
Hasheket Shenish'ar (em alfabeto hebraico: (השקט שנשאר‎), em português. "O silêncio que permaneceu") foi a canção que representou Israel no Festival Eurovisão da Canção 2005 que teve lugar em Kiev, capital da Ucrânia, em 21 de maio desse ano.
A referida canção foi interpretada em hebraico e em inglês por Shiri Maimon. Na final foi a décima-primeira canção a ser interpretada na noite do festival, a seguir à canção da Espanha "Brujería", cantada por Beth e antes da canção da Sérvia e Montenegro "Zauvijek moja", interpretada por No Name. Terminou a competição em 4.º lugar (entre 24 participantes),) tendo recebido um total de 154 pontos.

## Autores
- Letrista: Pini Aharonbayev
- Compositor: Ben Green

## Letra
A canção é uma power ballad, com  Maimon a dizer que seu amante foi infiel e sua decisão é deixá-lo. Ela parece insegura sobre o que fazer a seguir e reflete sobre "o silêncio que permanece".

## Outras versões
- "Hasheket shenish'ar" (em hebraico)
- "Time to say goodbye" (em inglês)